# 서플라이급 고속 전투 지원함
서플라이급 고속 전투 지원함(Supply class fast combat support ship)은 미국 해군의 대형 군수 지원함이다. 세계 최대 크기의 연료 보급함이며 미 함대의 연료 보급을 책임지고 있다.

## 같이 보기
- 마슈급 보급함
- 헨리 J 카이저급 급유함
- 도와다급 보급함
- 천지급 군수지원함
- 웨이브급 급유함
- 903형 종합 보급함